# Christof Angermair
Christof (Christoph) Angermair, né vers 1580 à Weilheim in Oberbayern et mort le 6 juin 1633 à Munich, est un sculpteur sur ivoire allemand.

## Biographie
Fils d'un orfèvre, il se rend à Munich alors qu'il est encore très jeune. À la cour de 1618 à 1631, il réalise des œuvres en ivoire pour la princesse Elisabeth de Lorraine. Parmi ses autres œuvres, citons un relief de la Sainte Famille daté de 1632, une Madone entourée de saints et un certain nombre d'œuvres conservées au musée de Brunswick. À la cour de Maximilien Ier, il exécute de grands coffres, des meubles entièrement en ivoire et des pièces de mobilier.

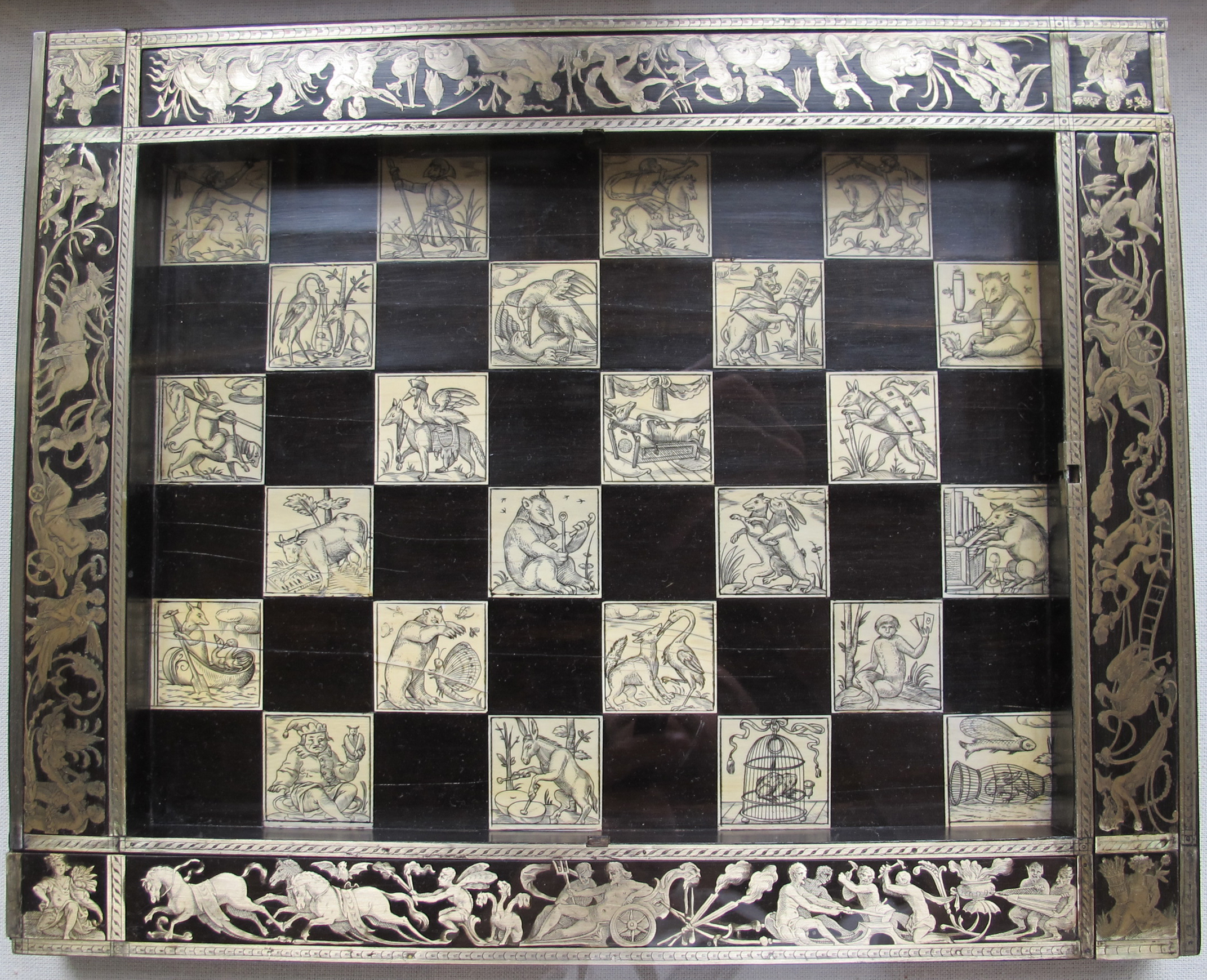
Échiquier en ébène, ivoire et argent réalisé à Munich en 1620 maintenant au Musée de l'Ermitage à Saint-Pétersbourg